# 阿爾卡科查湖 (胡寧區)
11°03′44″S 75°55′01″W / 11.06222°S 75.91694°W
阿爾卡科查湖（Lake Alcacocha），是秘魯的湖泊，位於該國中部胡寧大區，由胡寧省的胡寧區負責管轄，處於胡寧湖以東，長3.16公里、寬0.74公里，海拔高度4,359米。